# すり鉢

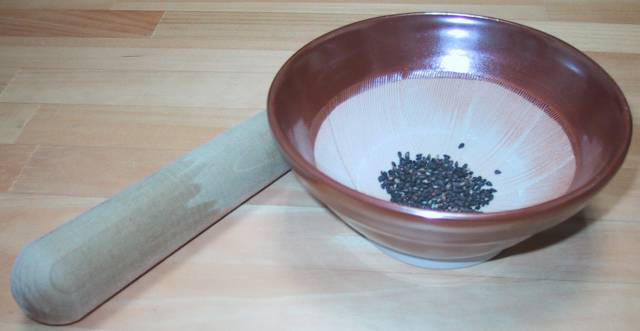
すりこぎと、黒ゴマのはいっているすり鉢

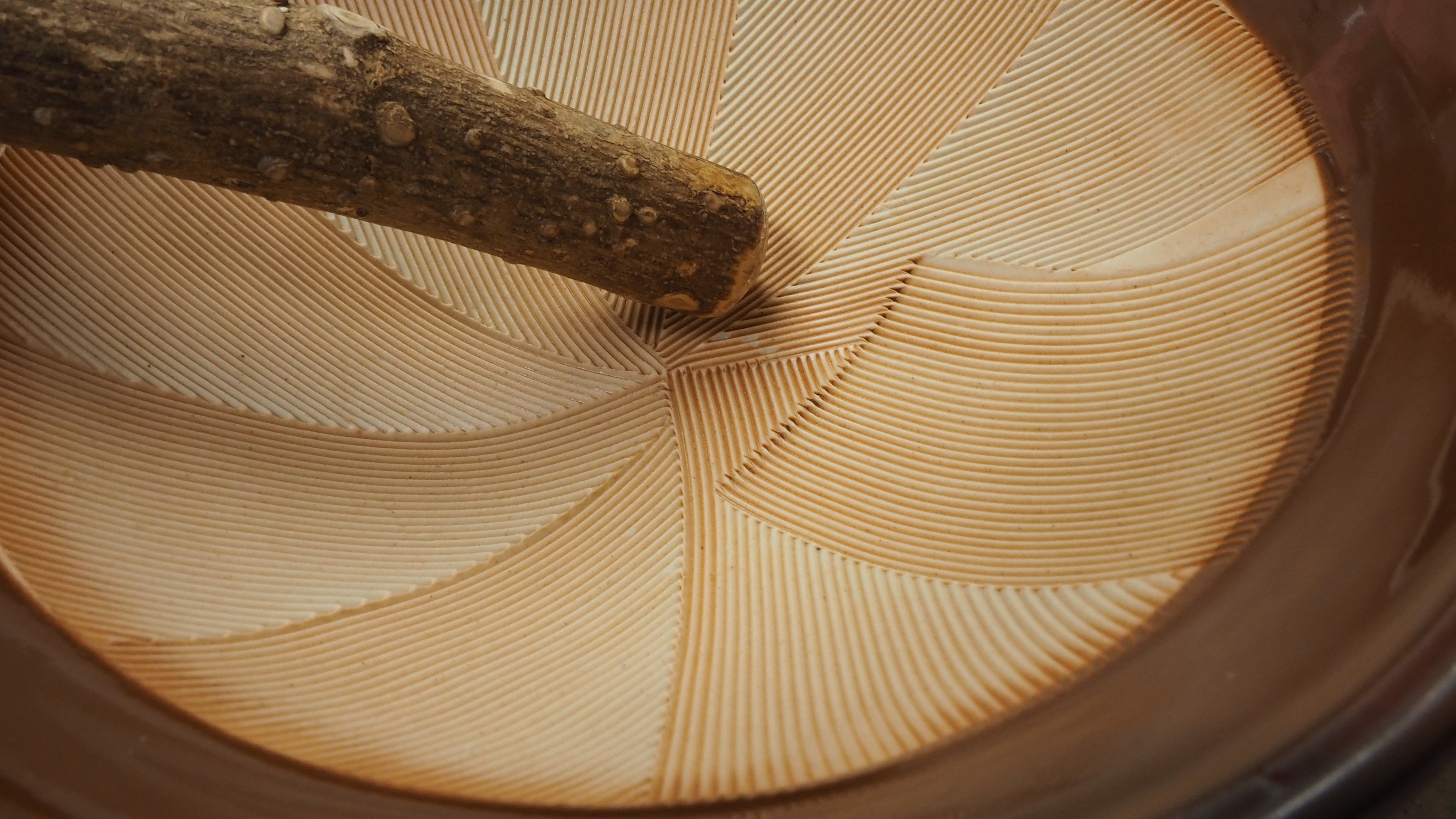
すり鉢と、サンショウの枝のすりこぎ

すり鉢（擂り鉢、すりばち）とは、食物をすりつぶしながら混ぜるための鉢。食材を細かな粒子状に砕いたり、ペースト状にすりつぶしたりする加工を行うための調理器具である。古くは摺り糊盆、雷盆(すりこばち)等とも称した。陶製のものが多い。同類のものに薬味用乳鉢がある。
すり鉢は臼の一種である。原型は中国にもあるが多数の溝（櫛目）を付けたすり鉢は日本の備前焼に始まる。

## 概要
すり鉢の内側には「櫛目」という放射状の溝が付けられ、効率よく作業ができる。櫛目は名の通り、金属製の櫛を使って手作業でつける。作業にはすりこぎ（擂粉木、擂り粉木、すりこ木）が鉢と対で使用され、素材には朴、また上等品には堅くて香気のあるサンショウの木が用いられる。
すり鉢の大きさは寸（または号）で表される。一般的に大きめの方が安定して使い勝手が良いが、調味料の胡麻や砂糖味噌など少量の調味素材製作用の小型のものも多い。
「する」という言葉が賭けに負けて「金をする」(失う)につながる忌み言葉として嫌い、逆の「当たる」という言葉を使ってい当たり鉢、当たり棒と呼ばれることもある。そのためすり鉢でする行為を当たると表現する事もある。さらに、すり胡麻のことをあたり胡麻と呼ぶなどすり鉢ですった調理物を示す意味の言葉としても用いられる。なお、擂粉木は西日本では連木（れんぎ）ともいう。
低い円錐形の形状を表現する「すり鉢形」という言葉がある。特に火山活動で形成された成層火山やスコリア丘、火口、アリーナやスタジアム（ボウルと呼ばれる）など一部の形状は「すり鉢形」と表現される。成層火山や丘の場合は、正確には、すり鉢を返して伏せた形であるが、通常は、「すり鉢形」だけで理解される。硫黄島の「摺鉢山」などこの形状に由来する地名もあり、転じてアメリカ海兵隊はかつて「スリバチ号」と命名した軍艦を運用していた。
人にへつらう意の「ゴマをする」という言葉は、すり鉢で炒りゴマをすると油が出て鉢やすりこぎにこびりつく事から出た、幕末の流行語であったという（『皇都午睡』）。同じ意味で「ミソをする」とも言った。

## 使用法
片手ですりこ木の頭を押さえ、逆の手で中ほどを持ち、上の手は向こうへ押すだけ、中の手は横方向に動かす。動かし方は円形に擂る他、固まりを潰すときの「∞」(横８無限大)、きめを細かくする際のすりこ木を三菱マークのように動かす「三つ葉摺り」などの使い方がある。
二人以上で調理する場合は一人がすり鉢をおさえ、もう一人がすりこ木を操作するが、一人の場合は胡坐をかいて足の裏でおさえ、または正座して膝の間に固定する。
味噌の製造が機械化する以前は、原料の煮た大豆を潰すのには臼と杵で搗いていた。そのため味噌には豆粒がそのまま残り、味噌汁に使うにはすり鉢ですった上、味噌漉しで漉す必要があった。このためすり鉢は一家に一個といえる道具で、日本料理では他にもゴマや豆腐を擦りつぶす、魚のすり身を作る、とろろ汁のヤマイモをする、練り辛子を作るなど、非常に用途が広かった。しかし昭和に入ったころから、あらかじめ機械で漉され、家庭で摺る必要のない「漉し味噌」が普及し、またすり鉢で材料をする作業は時間と労力がかかることから、現代ではすり鉢を持つ家庭も減りつつある。
すり鉢を使用する料理は
- 胡麻和え
- 白和え
- 胡麻豆腐
- つみれ
- 味噌田楽
- がんもどき
- 冷や汁（宮崎県の郷土料理）
- 新潟濃厚味噌ラーメン　などがある。

櫛目に食材が残っていると黴が生えたり異臭がするので、爪楊枝や竹製の専用の刷毛などでよく落とした後タワシで洗い、乾かしておく。他の鉢と重ねると櫛目が痛むので、収納の際には重ねないようにする。

## 歴史

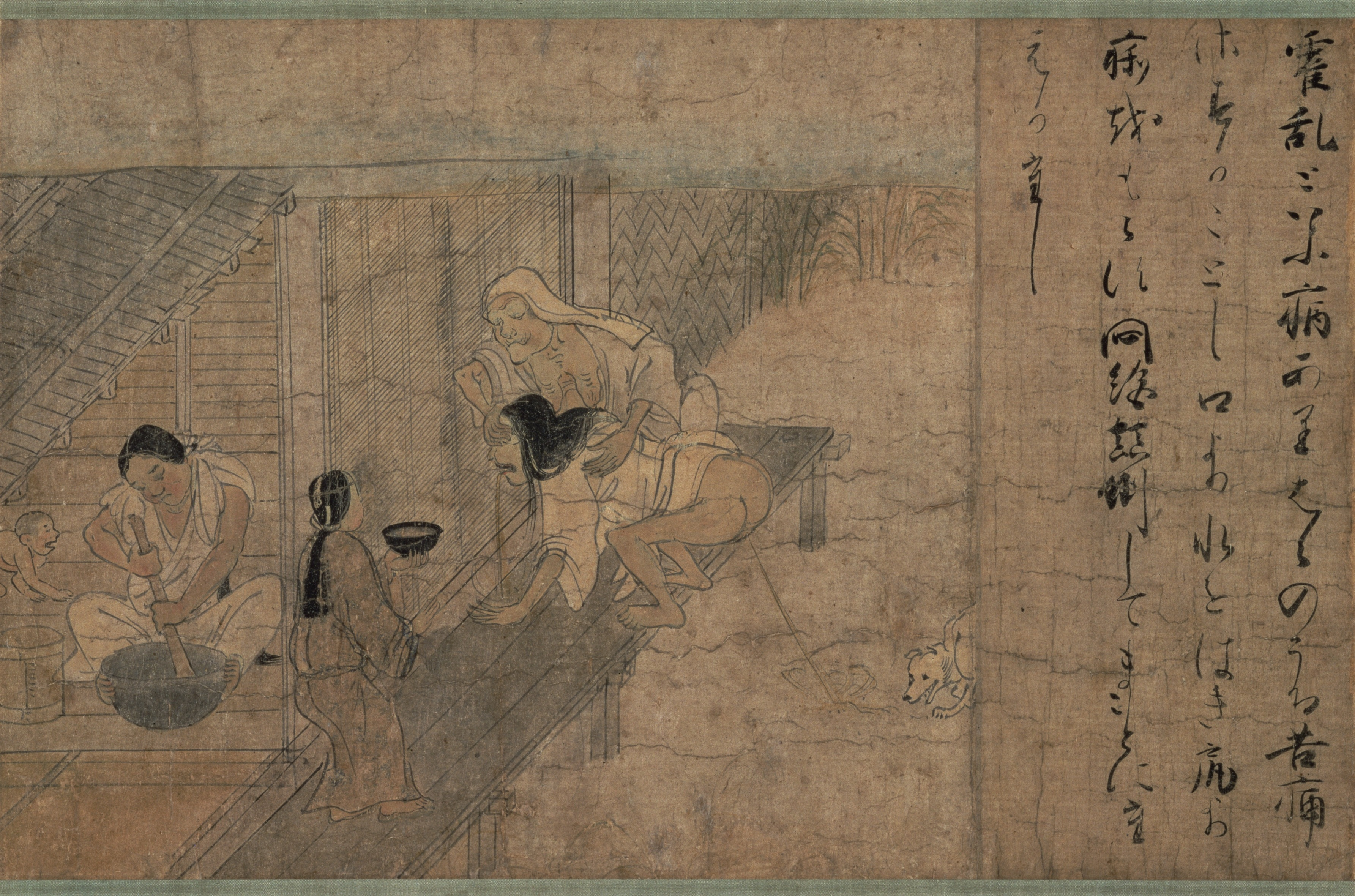
「病草紙」より、「霍乱の女」。絵の主題は縁側で吐き戻す女性だが。屋内では別の女性がすり鉢を足で固定して何かを摺っている

すり鉢の原型は中国の宋代にもみられるが、多数の櫛目を付けたすり鉢は日本の備前焼に始まる。もともと臼にはすり潰す機能があったが、石製の臼から木製の大型の臼が一般的になるにつれ、上下につく機能が強化されて処理能力は増大した反面、すり潰す機能が失われたため手頃な発明としてすり鉢が出現したといわれている。
平安時代末期に製作された「病草紙（国宝）」に、すり鉢を使う女性の姿が描かれ、800年前にはすでにすり鉢が使われていたことがわかる。出土した実物のすり鉢の最初期の年代は、鎌倉時代中葉から後半、すなわち、13世紀末から14世紀初頭頃で、備前焼の窯（グイビ谷窯、熊山山頂9号窯など）で発見されている。16世紀頃から口縁部に縁帯を持つすり鉢が生産され、櫛目も隙間を埋め尽くすように施されるようになる。「備前すり鉢投げても割れぬ」と称され関西方面では他の器種とともに圧倒的なシェアを誇った。備前のすり鉢を横から見た形状は底部から丸く立ちあがるので、半球形に近い。
信楽焼の窯では、15世紀初頭の五位ノ木窯で擂り目が1条1単位のものが出現し、15世紀中葉から後半頃の長野3号窯や東出窯で擂り目4条1単位のすり鉢が出現する。16世紀後半になると7本1単位の擂り目を隙間を埋め尽くすかのように施すようになる。
瀬戸焼では、15世紀前半から中葉ころ（古瀬戸後期様式）の窯で擂り目6本1単位のすり鉢が生産され始める。その後15世紀末に10本から12本を1単位とする擂り目を10方向から12方向に放射状に施すすり鉢が出現し、16世紀の大窯期にさらに擂り目をぎっしりと施すようになる。横からみた形状は富士山を逆さにして潰したような円錐状である。
丹波焼については、14世紀中葉から後半にかけての時期に1条1単位のものが現れる。焼き締め陶で丈夫であることから江戸時代前半(17世紀)にはまたたくまに関東までのシェアを誇った。しかし、18世紀になると、備前を模倣し半球形を呈する堺産のすり鉢に東日本のシェアを奪われてしまう。以後、堺産は、その堅牢さから徐々に東日本で瀬戸美濃産のすり鉢も圧倒し、明治時代までその傾向が続く。
常滑焼については中世を通じて捏ね鉢しか生産されなかった。また15世紀から17世紀にかけて、瓦質と呼ばれるもろい土器のすり鉢が生産されている。その他、越前焼でもすり鉢が少なくとも室町時代から生産されていた。
かつての味噌は煮た大豆を粗潰しの状態で仕込んだため、味噌汁などに使用する際は滑らかにすり潰す必要がある。すり鉢は台所の必需品であり、住居跡からの出土例が非常に多い。口縁部の変化や擂り目の量の変化（新しくなるにつれて擂り目が増える）が著しい遺物であるため、考古学において遺跡の年代を決める編年の資料に使われることがある。
なお、韓国には학독（hak dok）という類似の調理器具があるが、櫛目ではなく無数の突起をつけたもので、糸巻きのような形の付属の道具を用いてすり潰す器具である。また、韓国には唐辛子用のすり鉢もあるが八分画になっており日本のすり鉢ほど多数の櫛目をもってはいない。